# Keera longipalpis
Keera longipalpis är en spindelart som beskrevs av Davies 1998. Keera longipalpis ingår i släktet Keera och familjen Amphinectidae.
Artens utbredningsområde är New South Wales. Inga underarter finns listade i Catalogue of Life.